# デスモンド・リュウェリン
デスモンド・リュウェリン（Desmond Llewelyn, 1914年9月12日 - 1999年12月19日）は、イギリスの俳優である。

## プロフィール
イギリス・ウェールズ出身。炭鉱技師の子として生まれる。16歳の頃から俳優を志し、両親に反対され会計士を目指すが夢捨てがたく、20歳で王立演劇学校に入学した。第二次世界大戦中は、5年間ドイツで捕虜生活を送った。

### 名脇役 “Q”
リュウェリンは007シリーズの初代Q（二代目ブースロイド陸軍少佐）役で『007 ロシアより愛をこめて』より長年親しまれてきた。Qはイギリス流のユーモアと皮肉を交えながら秘密兵器を提供し、毎回ボンドの危機を救ってきた。Qの台詞は科学用語が多い難役であるが、「本物の科学者に見える」などの高い評価を得、シリーズ17作に出演した。いつもはわずかなシーンの登場だが、『007 オクトパシー』では、気球に乗ってボンドに味方する美女軍団に助太刀し、美女たちにモテまくるという晴れ舞台が用意された。
『007 ワールド・イズ・ノット・イナフ』でQ役を引退した。公開の翌月、ロンドン市内の書店で彼の伝記のサイン会を行ったが、その帰り道に自身が運転するルノー・メガーヌとフィアット・ブラーボの衝突事故が起き、ヘリコプターで病院に搬送されるも死去した。同作のDVDには追悼の映像が収録されている。

## エピソード
上記の通り、Qのセリフは科学専門用語が頻出し、毎回その難役をこなしたリュウェリンだが、それに挑戦する意味もあったのか、ロジャー・ムーアがただでさえ難解なセリフをイタズラとして大幅に改変。出鱈目な用語を多数取り入れ、さらに難解な台本とし、それを撮影本番前になってリュウェリンに手渡したという。さらに「走り出せ」などのト書きまで書き込まれ、ムーアがネタばらしをするまでリュウェリンは本気にしてしまい、新作の度にたいそう困らされたと述懐している。

## 主な出演作品
- ラベンダー・ヒル・モブ The Lavender Hill Mob (1951)
- 007 ロシアより愛をこめて 007 From Russia with Love（1963年）
- 007 ゴールドフィンガー 007 Goldfinger（1964年）
- 007 サンダーボール作戦 007 Thunderball（1965年）
- 007は二度死ぬ 007 You Only Live Twice（1967年）
- チキ・チキ・バン・バン Chitty Chitty Bang Bang (1968)
- 女王陛下の007 007 On Her Majesty's Secret Service（1969年）
- 007 ダイヤモンドは永遠に 007 Diamonds Are Forever（1971年）
- 007 黄金銃を持つ男 007 The Man with the Golden Gun（1974年）
- 007 私を愛したスパイ 007 The Spy Who Loved Me（1977年）
- 007 ムーンレイカー 007 Moonraker（1979年）
- 007 ユア・アイズ・オンリー 007 For Your Eyes Only（1981年）
- 007 オクトパシー 007 Octopussy（1983年）
- 007 美しき獲物たち 007 A View To A KIll（1985年）
- 007 リビング・デイライツ 007 The Living Daylights（1987年）
- 007 消されたライセンス 007 Licence to Kill（1989年）
- 007 ゴールデンアイ 007 GoldenEye（1995年）
- 007 トゥモロー・ネバー・ダイ 007 Tomorrow Never Dies（1997年）
- 007 ワールド・イズ・ノット・イナフ 007 The World Is Not Enough（1999年）